# 熊本師管区
熊本師管区（くまもとしかんく）は、1945年4月1日に、日本陸軍が徴兵などの軍事行政と地域防衛のために全国を区分けして設けた師管区の一つである。九州南部、すなわち熊本県・大分県・宮崎県・鹿児島県・沖縄県を範囲とした。久留米師管区とともに西部軍管区の下にあった。区内は熊本連隊区・大分連隊区・宮崎連隊区・鹿児島連隊区・沖縄連隊区に分けられた。熊本師管区司令部が管轄し、熊本師管区部隊が置かれた。敗戦後もしばらく続き、翌1946年3月31日に廃止された。

## 概要
師管区は従来の師管を改称したもので、地域防衛の担当地域であると同時に、徴兵・補充の単位となる地域でもある。熊本師管区の前身は熊本師管で、区域の変更はない。熊本師管は留守第6師団が管轄しており、その司令部を改称して熊本師管区司令部とした。留守師団の補充隊はいったん復帰（解散）し、あらたに師管区部隊の補充隊を編成する形式をとった。
愛媛県の佐田岬半島にあたる西宇和郡三崎村は、防衛に関して西部軍管区・熊本師管区の担任地域とされた。防衛以外は6月21日まで中部軍管区・善通寺師管区、22日以後は四国軍管区の管掌であった。
また、北緯30度10分以南の南西諸島については、西部軍管区・熊本師管区の防衛担任が除かれていた。熊本師管区の担任は屋久島・種子島までということである。師管区が発足した4月1日はアメリカ軍上陸によって沖縄戦がはじまった日だが、熊本師管区司令部とその指揮下部隊がそこで何らかの役割を果たすことはなかった。

## 師管区部隊
師管区司令官
- 土橋一次 予備役陸軍中将：1945年4月1日 - 10月

師管区参謀長
- 太田重英 大佐：1945年4月1日 -